# Ion Otescu
Ion Otescu (n. 9 septembrie 1859 – d. 1932) a fost un profesor de matematică, autor și cercetător român în domeniul astronomiei populare românești și a mitologiei asociate acesteia.
Ion Otescu s-a născut la Buzău, fiind al 21-lea copil al familiei. După absolvirea claselor primare în orașul natal, a urmat Liceul Matei Basarab și Facultatea de Matematică a Universității din București, la 21 de ani ajungând profesor. A funcționat ca profesor la Școala Normală (1882-1887) și Seminarul Teologic din Galați (1886-1887), Școala Normală de Matematici din București, Liceul Gheorghe Lazăr și Liceul Dimitrie Cantemir. Viața lui profesională s-a identificat cu viața Liceului Mihai Viteazul din București, unde a funcționat 40 de ani, fiind primul director al acestui liceu. A publicat o serie de manuale școlare.
În afară de matematică, marea sa pasiune a fost astronomia. Este cunoscut mai ales pentru investigația sa "Credințele țăranului român despre cer și stele", prima lucrare de anvergură ce tratează subiectul astronomiei tradiționale românești. Nedispunând de nicio bibliografie despre cum vedeau românii cerul înstelat, Otescu a apelat încă de la sfârșitul secolului al XIX-lea, printr-un chestionar, la învățătorii patriei, în scopul întocmirii unei evidențe pentru Țara Românească și Moldova. Rezultatul cercetării sale a fost publicat în anul 1907 sub forma unui articol amplu în volumul Analele Academiei Române, Memoriile secțiunii literare, seria II, tomul XXIX. Este important de menționat că materialul nu era încă o carte propriu-zisă; apariția lui ca volum de sine stătător datează abia din anul 2000, când se publică la Editura Alpha din Buzău, sub îngrijirea scriitorului Gheorghe Petcu. De atunci și până în prezent au mai apărut cel puțin 3 ediții ale acestei cărți: două la Editura Paideia (2002 și 2020, îngrijite de Antoaneta Olteanu) și una la Editura Saeculum I.O. (2021, îngrijită de Ionel Oprișan).
Ion Otescu a avut doi copii: Nicolae Otescu (1885-1950), licențiat în drept și Ion Nona Otescu (1888-1940), compozitor, rector al Conservatorului București și director al Operei Române.